# Maliandao

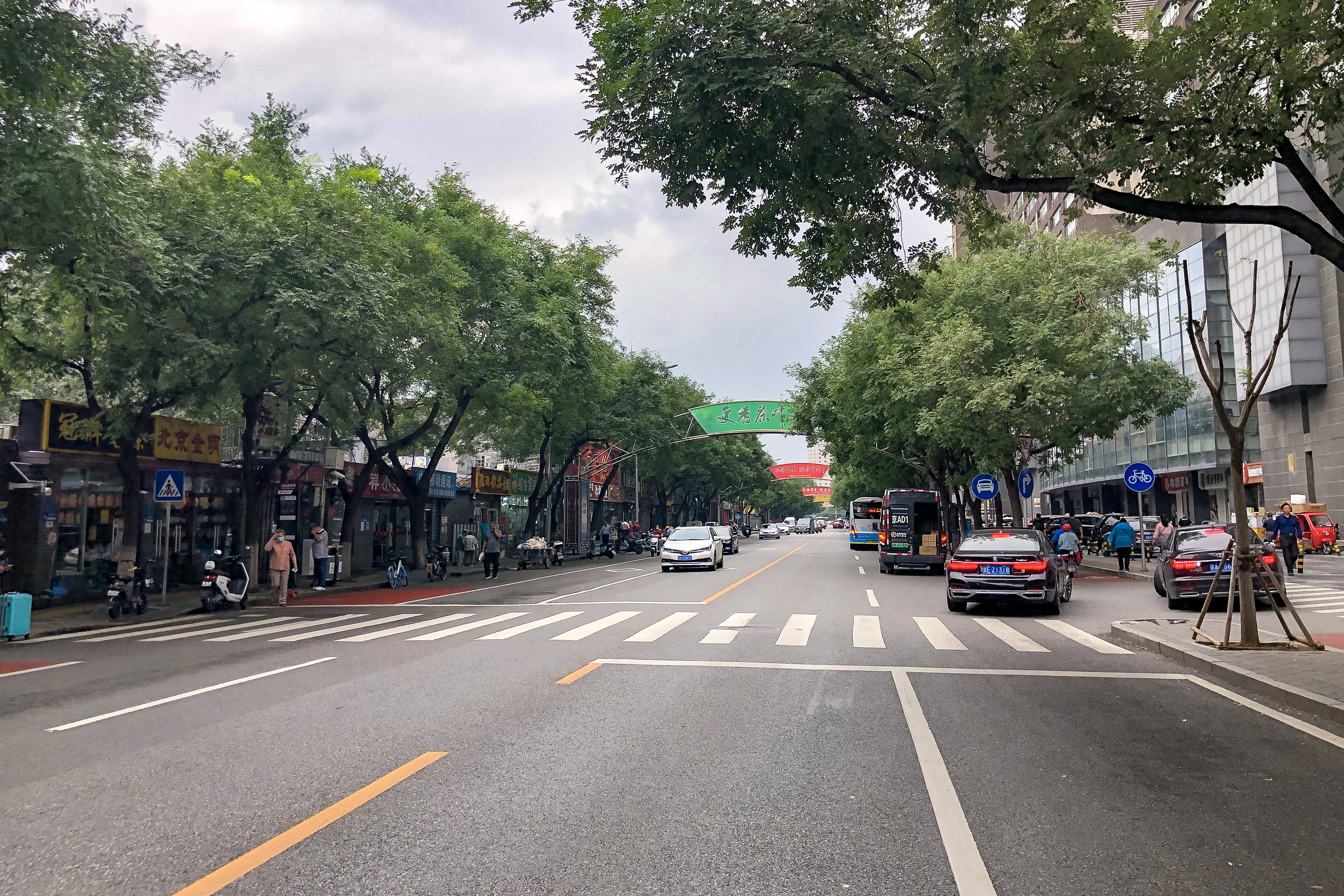
Maliandao-gatan

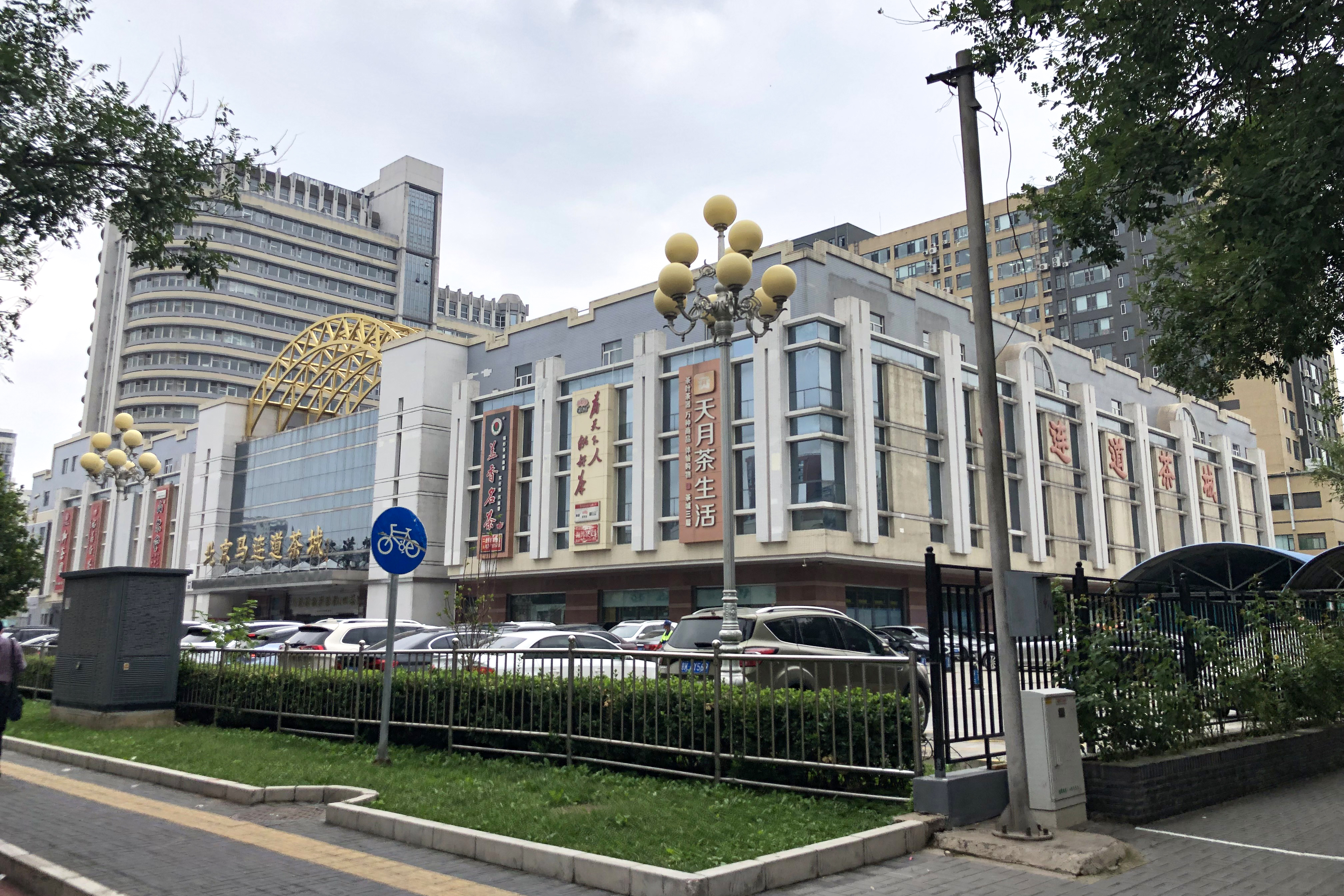
Temarknaden Maliandao i Peking

Maliandao (马连道; Mǎliándào) är norra Kinas största marknadsplats för försäljning av te. Maliandao, som också är namnet på gatan där marknaden finns,  ligger i Xichengdistriktet i Peking. Det finns över 1 000 olika detaljister och tehus vid Maliandao.